# Xã Nedrose, Quận Ward, Bắc Dakota
Xã Nedrose (tiếng Anh: Nedrose Township) là một xã thuộc quận Ward, tiểu bang Bắc Dakota, Hoa Kỳ. Năm 2010, dân số của xã này là 2.252 người.